# Поспілкова
Поспі́лкова (рос. Поспелкова) — присілок у складі Сєровського міського округу Свердловської області.
Населення — 237 осіб (2010, 201 у 2002).
Національний склад населення станом на 2002 рік: росіяни — 96 %.